# Yolanda Mohalyi
Yolanda Mohalyi  (geb. Yolanda Lederer; * 1909 in Kolozsvár, Ungarn, das heutige Cluj Napoca in Rumänien; † 23. August 1978 in São Paulo) war eine ungarisch-brasilianische Malerin und Zeichnerin.

## Leben und Werk
Sie studierte Malerei in Nagybánya und besuchte danach von 1927 bis 1929 die Königliche Akademie der Bildenden Künste in Budapest. 1931 ging sie nach Brasilien und heiratete den ungarischen Chemiker Gabriel Mohalyi. In São Paulo unterrichtete sie Malen und Zeichnen, ihre Schüler waren unter anderem Eleonore Koch, Giselda Leirner, Maria Bonomi und Alice Brill. 1937 trat sie mit Victor Brecheret, Antonio Gomide und Elisabeth Nobiling in die „Grupo 7“ ein. 
Nach dem Zweiten Weltkrieg wohnte sie für einige Zeit in Rio Grande do Sul, wo sie deutsch-jüdische Flüchtlinge unterrichtete. 1951 studierte sie dort bei Hansen-Bahia und erstellte ihre ersten Holzschnitte. Nach einer Italienreise arbeitete sie nach 1957 hauptsächlich mit Gouache und chinesischer Tinte auf Papier. Von 1960 bis 1962 unterrichtete sie Kunst und Design für die Armando Alvares Penteado Foundation. Sie hatte verschiedene Einzelausstellungen in Europa, Japan, den USA und in Lateinamerika. 1976 fand ihre erste Retrospektive im Museum für moderne Kunst von São Paulo (MAM/SP) statt. Ihre Werke sind vertreten in den permanenten Sammlungen des Art Museum of the Americas (AMA) in Washington, D.C., im Museum für zeitgenössische Kunst der Universität von São Paulo (MAC/USP), im Casa Roberto Marinho in Rio de Janeiro und in der Cleusa Garfinkel-Sammlung in Brasilien.

## Auszeichnungen
- 1958 Leirner-Preis für zeitgenössische Kunst.
- 1963 beste brasilianische Malerin bei der 7. Kunstbiennale von São Paulo[2]